# Paul Chamberlin
Paul Chamberlin (Toledo, 26 marzo 1962) è un ex tennista statunitense.

## Carriera
In carriera ha vinto un titolo di doppio, il Bristol Open nel 1989, in coppia con il connazionale Tim Wilkison. Nei tornei del Grande Slam ha ottenuto il suo miglior risultato raggiungendo i quarti di finale nel singolare a Wimbledon nel 1989.

## Statistiche

### Singolare

#### Finali perse (1)
| Numero | Anno             | Torneo                           | Superficie | Avversario in finale | Punteggio     |
| 1.     | 19 novembre 1989 | South African Open, Johannesburg | Cemento    | Christo van Rensburg | 4-6, 6-7, 3-6 |

### Doppio

#### Vittorie (1)
| Numero | Anno           | Torneo                | Superficie | Compagno     | Avversari in finale          | Punteggio |
| 1.     | 25 giugno 1989 | Bristol Open, Bristol | Erba       | Tim Wilkison | Mike De Palmer Gary Donnelly | 7-6, 6-4  |

### Doppio

#### Finali perse (1)
| Numero | Anno           | Torneo                    | Superficie | Compagno    | Avversari in finale | Punteggio |
| 1.     | 30 aprile 1989 | Singapore Open, Singapore | Cemento    | Paul Wekesa | Rick Leach Jim Pugh | 3-6, 4-6  |